# Phiaris helveticana
Phiaris helveticana is een vlinder uit de familie bladrollers (Tortricidae). De wetenschappelijke naam is voor het eerst geldig gepubliceerd in 1844 door Duponchel.
De soort komt voor in Europa.